# Рейд на Пулу
Рейд в Пулу — диверсия, предпринятая в самом конце Первой мировой войны — 1 ноября 1918 года — двумя офицерами итальянского флота с целью причинения ущерба флоту Австро-Венгрии, стоявшему на якоре в бухте города Пулы. Корабли флота были переданы австрийцами вновь созданному Государству словенцев, хорватов и сербов всего за несколько часов до атаки, а Янко Вукович, ранее служивший офицером австро-венгерского флота, стал главнокомандующим военно-морскими силами новой страны. Государство словенцев, хорватов и сербов успело объявить о своём нейтралитете в мировой войне и даже проинформировало об этом союзников 31 октября, однако нападавшие не знали об этом и взорвали флагман флота SMS «Viribus Unitis» (переименованный к тому моменту в «Югославию»). Корабль и адмирал погибли.

## Предпосылки и подготовка
К началу Первой мировой войны австрийский порт Пула представлял собой хорошо укрепленную базу, где находился флот Австро-Венгрии, одним своим присутствием сдерживавший итальянский флот. За годы войны итальянские силы несколько раз безуспешно пытались войти в гавань и потопить австрийские корабли.
Трудность подобных попыток состояла, прежде всего, в организации противником постоянного наблюдения за входом в порт, а также в наличии целого ряда заграждений и препятствий, мешавших подходу кораблей противника. В итоге единственным способом проникнуть в Пулу была признана спецоперация с участием небольших подразделений «коммандос»; в июле 1918 года был разработан план, предполагавший применение так называемых «пиявок» — управляемых торпед, которые могли прикрепляться к днищу корабля с помощью электромагнита, питавшегося от аккумуляторов. Доставку «пиявок» предполагалось осуществить с помощью катеров, каждый из которых нес по две торпеды. В апреле того же года в арсенале в Специи был изготовлен прототип оружия. Рейду предшествовали долгие месяцы напряженной подготовки боевых пловцов. В связи с очевидным приближением окончания войны приготовления были ускорены и операция была назначена на 31 октября.
В то же время, понимая, что Австро-Венгрия проигрывает войну, император Карл I решил продать линкор SMS «Viribus Unitis», построенный в 1912 году в Триесте и являвшийся в те годы гордостью австрийского военно-морского флота и его флагманом, Государству словенцев, хорватов и сербов. 31 октября 1918 года адмирал Хорти — главнокомандующий австрийского флота — поручил передать представителям Национального совета словенцев, хорватов и сербов весь флот, что стоял на якоре в Пуле. Во второй половине дня 31 октября была проведена краткая церемония, в рамках которой австрийские корабли были официально переданы Национальному совету: имперский флаг — вопреки инструкциям монарха — был спущен и заменен на красно-бело-синий триколор.

## Рейд
Итальянские моряки, отправившиеся в рейд, ничего не знали об этих событиях, случившихся в назначенный для операции день: вечером 31 октября они покинули Венецию на борту двух быстроходных катеров в сопровождении двух миноносцев. Как и во все предыдущие месяцы войны, обе стороны продолжали вести наблюдение за портом. Катера успешно доставили «пиявки» на дистанцию в несколько сот метров от мола порта. В 22:18 два итальянских вспомогательных корабля отошли к точке, в которой они должны были забрать группу коммандос после акции.
Преодолев заграждения и избежав встречи с австрийскими патрулями, два подрывника около 3:00 достигли стоянки кораблей. Только в 4:45 (уже 1 ноября 1918 года), проведя в воде более шести часов, офицеры смогли, наконец, вплотную подобраться к линкору «Viribus Unitis». В 5:30 они прикрепили к корпусу корабля 200 кг взрывчатки и установили время срабатывания часового механизма на 6:30, однако в этот момент итальянцы попали в луч прожектора и были обнаружены.
Оба моряка были захвачены и доставлены на борт самого «Viribus Unitis» как военнопленные, где они узнали, что в течение этой ночи австрийское командование передало югославскому флоту корабли в Пуле и что на линкоре больше нет австрийского флага. В 6:00 капитан Вукович был предупреждён, что корабль может взорваться в любой момент — он сразу же приказал всем немедленно покинуть линкор и эвакуировать пленных. Но ничего не произошло, и команда постепенно начала возвращаться на борт, не веря более в предупреждения двух итальянцев. В 6:44 всё же раздался взрыв и линкор быстро начал тонуть. В результате диверсии погибло и пропало без вести более 300 человек; в их числе был и капитан Вукович.